# Cabeceira Grande
Cabeceira Grande is een gemeente in de Braziliaanse deelstaat Minas Gerais. De gemeente telt 6.600 inwoners (schatting 2009).

## Aangrenzende gemeenten
De gemeente grenst aan Unaí, Brasilia (DF) (Paranoá), Cabeceiras (GO), Cristalina (GO) en Formosa (GO).